# Lehesten, Saale-Holzland
Lehesten là một đô thị thuộc huyện Saale-Holzland, trong bang Thüringen, Đức. Đô thị Lehesten, Saale-Holzland có diện tích 12,1 km².